# Nazionali maschili di pallavolo europee
Le nazionali maschili di pallavolo europee sono nazionali poste sotto l'egida della CEV: queste nazionali possono partecipare agli eventi organizzati sia dalla CEV e quindi a livello continentale oppure dall'FIVB, come mondiali e World League. Tutte le squadre appartengono geograficamente all'Europa anche se sono presenti diverse eccezioni come la nazionale d'Israele e quella della Turchia che politicamente appartengono all'Asia ma giocano nelle competizioni europee.
Il Vaticano, pur essendo stato sovrano non ha una federazione e quindi non partecipa ad alcuna competizione. Altro discorso invece per le squadre che appartengono agli stati di piccole dimensioni, le quali partecipano a dei campionati europei appositi: queste nazionali sono Andorra, Cipro, Islanda, Liechtenstein, Lussemburgo, Malta, Monaco, San Marino, Scozia, Isole Fær Øer, Irlanda, Groenlandia e Gibilterra. A molte di queste nazionali inoltre sono riservati anche i Giochi dei piccoli stati d'Europa a cui partecipano gli stati con meno di un milione di abitanti.
Il Regno Unito in passato non ha avuto una nazionale unica, in quanto le quattro nazioni che la costituiscono, e quindi Inghilterra, Scozia, Galles e Irlanda del Nord, hanno una propria federazione. Tuttavia nel corso del 2006, in vista dei giochi olimpici di Londra del 2012, è stata formata un'unica nazionale composta da giocatori delle quattro nazionali.

## Squadre
- Albania
- Andorra
- Armenia
- Austria
- Azerbaigian
- Belgio
- Bielorussia
- Bosnia ed Erzegovina
- Bulgaria
- Cipro
- Croazia
- Danimarca
- Estonia
- Finlandia
- Francia
- Galles
- Georgia
- Germania
- Gibilterra
- Grecia
- Groenlandia
- Inghilterra
- Irlanda
- Irlanda del Nord
- Islanda
- Fær Øer
- Israele
- Italia
- Kosovo
- Lettonia
- Liechtenstein
- Lituania
- Lussemburgo
- Macedonia del Nord
- Malta
- Moldavia
- Monaco
- Montenegro
- Norvegia
- Paesi Bassi
- Polonia
- Portogallo
- Rep. Ceca
- Romania
- Russia
- San Marino
- Scozia
- Serbia
- Slovacchia
- Slovenia
- Spagna
- Svezia
- Svizzera
- Turchia
- Ucraina
- Ungheria

## Squadre scomparse
- Unione Sovietica: La nazionale di pallavolo maschile dell'Unione Sovietica ha giocato dal 1949 fino al 1990, fino a quando, a seguito della disgregazione dell'Unione Sovietica, sono nate molte nazionali dell'europa orientale.
- Comunità degli Stati Indipendenti: La nazionale di pallavolo maschile della Comunità degli Stati Indipendenti ha partecipato a pochissime competizioni verso l'inizio degli anni novanta come naturale continuazione della nazionale maschile di pallavolo dell'Unione Sovietica.
- Cecoslovacchia: La nazionale di pallavolo maschile della Cecoslovacchia ha giocato dal 1949 fino al 1992, hanno in cui vi fu la divisione della Cecoslovacchia in Repubblica Ceca e Slovacchia.
- Germania Est: La nazionale di pallavolo maschile della Germania Est ha giocato dal 1949 fino al 1990, anno in cui vi fu l'annessione alla Germania Ovest e la formazione di un'unica squadra.
- Germania Ovest: La nazionale di pallavolo maschile della Germania Ovest ha giocato dal 1949 fino al 1990, anno in cui vi fu l'annessione alla Repubblica Democratica Tedesca e la formazione di un'unica squadra.
- Jugoslavia: La nazionale di pallavolo maschile della Jugoslavia ha giocato dal 1945 fino al 1992, anno in cui, a causa della disgregazione della Jugoslavia, sono sorte differenti nazioni: tuttavia una parte di territorio ha continuato a chiamarsi Jugoslavia, con il nome di Repubblica federale.
- Jugoslavia: La nazionale di pallavolo maschile della Repubblica Federale di Jugoslavia ha giocato dal 1992 fino al 2003. In seguito la nazione ha cambiato nome in Serbia e Montenegro.
- Serbia e Montenegro: La nazionale di pallavolo maschile della Serbia e Montenegro ha giocato dal 2003 fino al 2006 quando in seguito alla separazione dei due stati si sono formate le nazionali della Serbia e del Montenegro.

## Squadre speciali
- Regno Unito: Il Regno Unito non ha mai avuto una squadra di pallavolo, ma sono presenti 4 nazionali che la compongono. Tuttavia dal 2008 e fino alle Olimpiadi di Londra sarà questa unica squadra che parteciperà alle competizioni ufficiali per cercare di migliorare i risultati scadenti delle altre nazionali.
- Squadra Unificata: La Squadra Unificata è una squadra creata appositamente per le Olimpiadi di Barcellona racchiudendo tutte le squadre dell'ex Unione Sovietica.

## Ranking
| Ranking europeo nazionali maschili agg. al 30 agosto 2024 |                    |        |               |
| Posiz                                                     | Nazione            | Punti  | World Ranking |
| 1                                                         | Polonia            | 401,31 | 1             |
| 2                                                         | Francia            | 378,07 | 2             |
| 3                                                         | Slovenia           | 352,50 | 4             |
| 4                                                         | Italia             | 346,23 | 5             |
| 5                                                         | Germania           | 274,38 | 8             |
| 6                                                         | Serbia             | 259,28 | 10            |
| 7                                                         | Paesi Bassi        | 204,81 | 13            |
| 8                                                         | Ucraina            | 196,00 | 14            |
| 9                                                         | Belgio             | 183,24 | 16            |
| 10                                                        | Turchia            | 175,28 | 17            |
| 11                                                        | Rep. Ceca          | 168,95 | 18            |
| 12                                                        | Bulgaria           | 161,06 | 19            |
| 13                                                        | Portogallo         | 147,16 | 22            |
| 14                                                        | Finlandia          | 146,72 | 23            |
| 15                                                        | Romania            | 143,07 | 26            |
| 16                                                        | Croazia            | 136,40 | 29            |
| 17                                                        | Grecia             | 118,87 | 33            |
| 18                                                        | Spagna             | 115,11 | 34            |
| 19                                                        | Lettonia           | 111,93 | 37            |
| 20                                                        | Estonia            | 110,82 | 38            |
| 21                                                        | Slovacchia         | 107,72 | 39            |
| 22                                                        | Svizzera           | 106,90 | 40            |
| 23                                                        | Macedonia del Nord | 100,49 | 41            |
| 24                                                        | Norvegia           | 93,30  | 42            |
| 25                                                        | Montenegro         | 91,94  | 43            |
| 26                                                        | Austria            | 83,04  | 46            |
| 27                                                        | Ungheria           | 75,63  | 49            |